# Jade Moore
Pour les articles homonymes, voir Moore.
Jade Ellis Moore est une footballeuse internationale anglaise née le 22 octobre 1990 à Worksop. Actuellement sous contrat avec Tampa Bay Sun, elle joue au poste de milieu de terrain.

## Carrière
Le 27 janvier 2022, elle rejoint Manchester United.